# T2 (группа)
T2 — группа прогрессивного рока, основанная в Великобритании в 1969 году. Первый студийный альбом группы It’ll All Work Out In Boomland, выпущенный в 1970 году, оказался самой удачной работой коллектива и получил неплохие рецензии от критиков.

## История
Музыкальный коллектив Т2 был основан в Великобритании в 1969 году ударником и вокалистом в одном лице Питером Дантоном, а также басистом Бернардом Джинксом. Вскоре к ним примкнул 17-летний Кит Кросс, несмотря на свой юный возраст имевший уникальную технику игры. Образованное трио мало чем отличалось от многочисленных коллективов в то время, до тех пор пока музыканты не попытались в своём творчестве использовать гитарные мотивы Джимми Хендрикса вперемешку с лиричностью и мягкостью Cream. Их первое и самое заметное творение It’ll All Work Out In Boomland основывалось на блюзе и джазе с отчётливо выраженном хард-роковом звучанием со свободной импровизацией, приправленной мелодичным вокалом. После выпуска пластинки на лейбле Decca Records, коллектив дал несколько концертов и распался.
В 1992 шведская прог-группа Landberk записала кавер-версию одной из наиболее нравившихся фанатам T2 песен «No More White Horses» на своём альбоме «Lonely Land». На волне возрождающегося интереса к прогу в начале 90-х Т2 переиздал свою дебютную пластинку на немецком лейбле SPM/WorldWide. Последовавшее за этим объединение трио выпустило ещё 3 полноформатника, но ни один из них по количеству продаж и качеству музыкального материала даже не приблизился к дебютному шедевру. Группа снова распалась в 1994 году.

## Дискография

### Студийные альбомы
- It’ll All Work Out In Boomland (1970)
- Second Bite (1992)
- Waiting For The Band (1993)
- On The Frontline (1994)

### Компиляция
Fantasy (a.k.a T2) (1997)